# Неврокопско македонско благотворително братство
Неврокопското македонско благотворително братство „Атанас Тешовски“ е организация на бежанците от областта Македония, установили се в Неврокоп.

## История
На 21 юни 1925 година е избрано ново настоятелство в състав Иван Кюлев (председател), Александър Занешев (подпредседател), Вангел П. Ангелов (секретар), Тома Димитров (касиер) и членове съветници Илия Трендафилов, Ат. Аргиров и Димитър Осталиев.